# Mantícora (mitología)

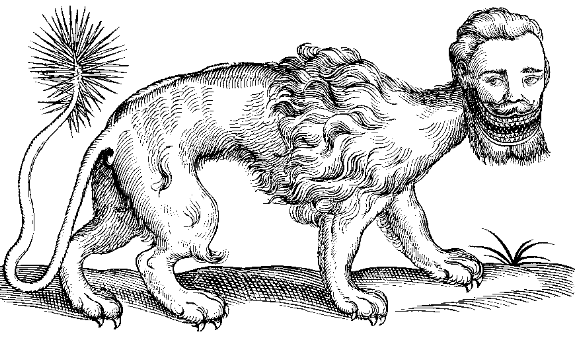
Ilustración de la mantícora tomada de La historia de las bestias de cuatro patas de Edward Topsell (1607).

La mantícora es una criatura mitológica, un tipo de quimera con cabeza humana, el cuerpo de un león, y la cola de un dragón o escorpión, capaz de disparar espinas venenosas para incapacitar o matar a sus presas. Dependiendo del relato mitológico, su tamaño varía desde el de un león hasta el de un elefante, y su descripción puede incluir o no la presencia de alas y coraza.
La mantícora tiene su origen en la mitología persa. El nombre proviene del latín Mantichora, derivado del griego antiguo martichora (μαρτιχώρα), que sería un préstamo lingüístico del antiguo persa martya (مارتیا), «hombre», y xvar- (خوار), «comer, devorar», significando «devoradora de personas». Aparentemente, la mantícora entró a la mitología griega a través de Ctesias, un médico griego en la corte del rey Artajerjes II en el siglo IV a. C., en su obra Indika ('Historia de la India'), desaparecida en la antigüedad. Aunque algunos estudiosos como Pausanias dudaban de la descripción original de Ctesias y atribuían el origen de la mantícora a una descripción exagerada de tigres indios. Plinio el Viejo consideró esta criatura auténtica y la incluyó en su influyente Naturalis Historia. Posteriormente, Claudio Eliano también introdujo a la mantícora en su obra De Natura Animalium (IV; 21), obra utilizada como base para la mayoría de los bestiarios europeos durante la Edad Media.
En la Edad Media, la mantícora se convirtió en el símbolo de la tiranía, la opresión y la envidia, y finalmente, la encarnación del mal.